# Семёнов, Алексей Дмитриевич
Алексе́й Дми́триевич Семёнов — советский партийный и государственный деятель. Депутат Верховного Совета СССР 3 созыва.

## Биография
- 1941—1944 — директор Владивостокского педагогического училища.
- 1944—1948 — секретарь Исполнительного комитета Приморского краевого Совета.
- 12.1948 — 10.1952 — председатель Исполнительного комитета Приморского краевого Совета.